# Electric Light Orchestra
Electric Light Orchestra (сокращённо ELO) — британская рок-группа из Бирмингема, созданная Джеффом Линном и Роем Вудом в 1970 году. Группа была очень популярна в 1970-е — 1980-е годы, в период с 1971 по 1986 год (основной период активности) выпустила 11 студийных альбомов.
ELO (совместный проект Роя Вуда и Джеффа Линна) была сформирована, чтобы удовлетворить горячее желание писать «классическую» поп-музыку. Группа экспериментировала в различных музыкальных направлениях: от прогрессивного рока до поп-музыки. С самого начала деятельности группы Джефф Линн решал все организационные вопросы, писал все оригинальные композиции группы и продюсировал каждый альбом. К середине 1970-х ELO стала одной из самых продаваемых музыкальных групп. С 1972 по 1986 год ELO сочетала работу в Великобритании и США.
Группа просуществовала до 1986 года, после чего Джефф Линн распустил её, воссоздав в обновлённом составе в 2001 году для записи альбома Zoom. Наиболее известными композициями группы считаются «Ticket To The Moon», «Don’t Bring Me Down», «Calling America», «Hold On Tight», «Last Train To London» и другие. Также фирменной песней группы из-за популярности и частого использования в различных телесериалах и фильмах считается «Mr. Blue Sky».

## История

### 1970—1973: Создание группы и первые альбомы

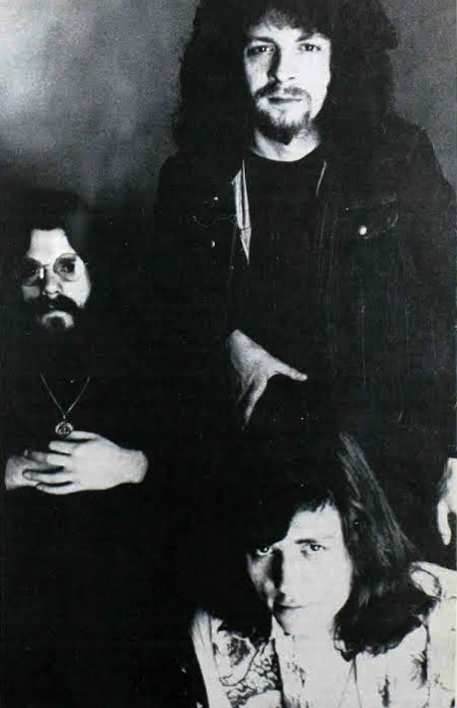
The Move/Electric Light Orchestra

В конце 1960-х годов у Роя Вуда, гитариста, вокалиста и автора песен группы The Move, появилась идея создать новую группу, которая будет играть на скрипках, горнах, чтобы придать музыке классический стиль. Джефф Линн, фронтмен группы The Idle Race, заинтересовался этой идеей. В январе 1970 года, когда Карл Уэйн покинул The Move, Линн принял второе предложение Вуда присоединиться к группе с условием, что они полностью сфокусируются на новом проекте.
«10538 Overture» стала первой песней Electric Light Orchestra. Для финансирования группы, The Move выпустили ещё два альбома во время записи альбома Electric Light Orchestra. В результате, дебютный альбом The Electric Light Orchestra был выпущен в 1971 и «10538 Overture» заняла 9 позицию в Англии.
Тем не менее, вскоре возникло напряженное состояние между Вудом и Линном, которое явилось следствием проблем с менеджментом. Во время записи второго альбома, Вуд покинул группу, забрав виолончелиста Хью Макдауэлла (Hugh McDowell) и горниста Билла Ханта (Bill Hunt), чтобы организовать Wizzard. В музыкальной прессе появились мнения, что группа распадется, так как именно Вуд стоял за созданием группы. Линн предотвратил распад группы. Бив Бивэн играл на барабанах, присоединившийся к ним Ричард Тэнди — на синтезаторах, Майк де Альбукерке на бас-гитаре, Майк Эдвардс и Колин Уокер играли на виолончелях и Уилфред Гибсон заменил Стива Вуулама на скрипке. Новый состав был представлен в 1972 году на Reading Festival. Вскоре после этого, в январе 1973 года, группа выпустила второй альбом ELO 2, на котором был первый хит «Roll Over Beethoven».
Во время записи третьего альбома, Гибсон и Уокер покинули группу. Мик Камински присоединился как скрипач, и в то же время Эдвардс закончил свою деятельность в группе перед тем, как Макдауэлл вернулся в ELO из Wizzard. В результате, альбом On the Third Day вышел в конце 1973 года. В американское издание этого альбома был включён хит «Showdown», изданный несколькими месяцами ранее в виде сингла, достигшего позиции № 12 в хит-параде синглов Великобритании, и ставший одной из самых популярных песен Electric Light Orchestra. Начиная с этого альбома, определённый артикль «The» в названии группы опускается.

### 1974—1982: Мировое признание и концептуальные альбомы
Четвёртый альбом группы Eldorado стал первым концептуальным альбомом группы и достиг золотого статуса в США. Сингл «Can’t Get It Out of My Head» с этого альбома стал первым хитом Electric Light Orchestra, попавшим в Billboard Hot 100 (занял 9-ю позицию). После релиза этого альбома к группе присоединились басист и вокалист Келли Гроукатт и виолончелист Мэлвин Гейл, заменив де Альбукерке и Эдвардса.
Пятый альбом Face the Music вышел в 1975 году, он включал такие хиты-синглы, как «Evil Woman» и «Strange Magic». ELO получили успех в Соединённых Штатах, они собирали стадионы и зрительные залы. Но в Великобритании они по-прежнему не имели такого успеха до того, как выпустили шестой альбом A New World Record, который возглавил рейтинг топ-10 в 1976 году. Он включал такие хиты, как «Livin' Thing», «Telephone Line», «Rockaria!» и «Do Ya», перезаписи песен The Move. A New World Record стал вторым платиновым альбомом в Америке.
Следующий альбом Out of the Blue включал такие синглы, как «Turn to Stone», «Sweet Talkin' Woman», «Mr. Blue Sky» и «Wild West Hero», которые стали хитами в Англии. Затем группа отправилась в девятимесячное мировое турне. Они возили с собой дорогой космический корабль и лазерный дисплей. В Соединённых Штатах их концерты назывались The Big Night (Большая Ночь) и были самыми грандиозными в истории группы. На концерт в Cleveland Stadium пришли 80000 человек. Во время этого «космического» тура многие критиковали эту группу. Но несмотря на эту критику, The Big Night стал самым высоко посещаемым живым концертным туром в мире до того момента (1978). Группа также играла на Wembley Arena на протяжении восьми вечеров. Первое из этих выступлений было записано, а позже издано на LD, CD и DVD.
В 1979 году вышел мультиплатиновый альбом Discovery, принесший группе хиты «Don’t Bring Me Down», «Shine A Little Love», «Last Train to London», «Confusion» и «The Diary of Horace Wimp». Альбом критиковали за его диско-мотивы. Лицом обложки альбома стал 19-летний никому ещё тогда неизвестный Брэд Гарретт, позднее ставший знаменитым актёром-комиком и телепродюсером. Видео к Discovery — последнее, где можно увидеть группу в своём классическом составе.
В 1980 Линну предложили написать саундтрек к музыкальному фильму Xanadu. Остальные песни написал Джон Фаррар, а исполнены они были известной австралийской певицей Оливией Ньютон-Джон. Фильм не имел коммерческого успеха, в то время, как саундтрек дважды стал платиновым в США. На Бродвее был поставлен мюзикл Xanadu. Открытие состоялось 10 июля 2007 года. «История Electric Light Orchestra», мемуары Бива Бивэна тех далеких дней и его карьера в The Move и ELO были изданы в 1980.
В 1981 звук ELO, на концептуальном альбоме Time, посвящённом путешествиям во времени, изменился. Синтезаторы стали играть доминирующую роль. Синглы альбома включали «Hold on Tight», «Twilight», «The Way Life’s Meant to Be», «Here Is the News» и «Ticket to the Moon». Группа отправилась в мировое турне.

### 1983—1986, 1989:Secret Messages, распад и ELO Part II
Следующий альбом Secret Messages Джефф Линн хотел выпустить двойным, но CBS отклонили эту идею, аргументируя тем, что затраты будут слишком большими. Альбом был выпущен как одиночный в 1983 году. После выхода альбома последовали плохие новости: что не будет тура в поддержку альбома, барабанщик Бив Бивэн теперь играет для Black Sabbath, а басист Келли Гроукатт оставил группу. Пошли слухи, что группа распадается. Тем более Secret Messages попал лишь на четвёртое место в чартах Великобритании, и вскоре совсем покинул его.

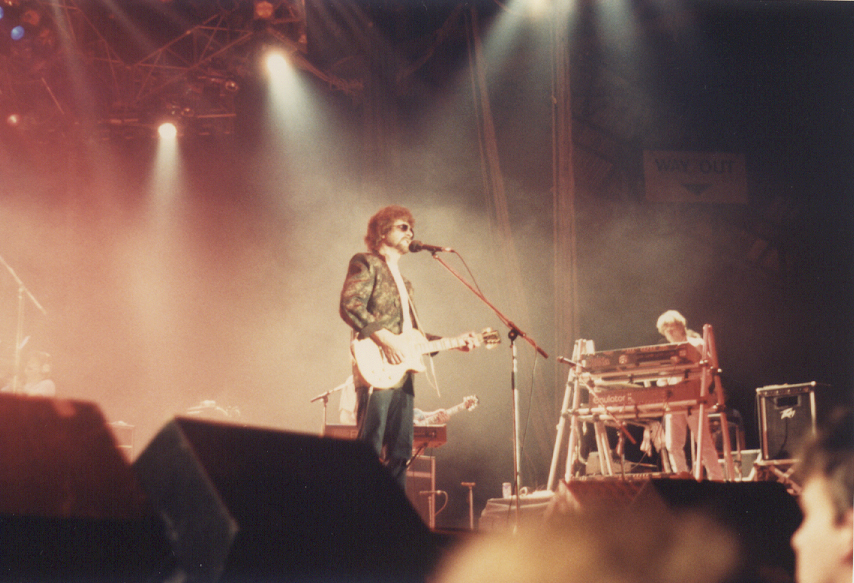
ELO на концерте в 1986 г. (видны Джефф Линн и Ричард Тэнди).

В 1986 году вышел последний оригинальный альбом группы Balance of Power, который музыканты записывали уже втроем (Линн, Бивэн и Тэнди), причём Джефф играл ещё и на бас-гитаре. Успех альбома был ещё скромнее, чем у Secret Messages, лишь песня «Calling America» держалась какое-то время в хит-парадах. После выхода альбома Джефф Линн официально объявляет о роспуске группы, поскольку больше не связан контрактными обязательствами перед звукозаписывающей фирмой.
Позже барабанщик группы Бив Бивэн воссоздал коллектив, состоявший из 4 экс-участников ELO (Бивэн, Гроукатт, Камински и Кларк), прибавив к аббревиатуре ELO слова Part II. Коллектив ELO Part II занимался, в основном, гастрольной деятельностью, причём подавляющее большинство исполняемых песен — песни, написанные Джеффом Линном. Фронтменом группы являлся Келли Гроукатт. Имели место многочисленные судебные разбирательства между Линном и ELO-2, в результате которых имя ELO было признано принадлежащим исключительно Джеффу Линну. ELO-2 была вынуждена сменить имя на The Orchestra. Несколько раз группа ELO-2 приезжала на гастроли в Россию (последние концерты — 28 апреля, 6 октября 2006 года в Москве, 9 ноября 2007 года и 4 декабря 2008 года в Санкт-Петербурге, 10 декабря 2009 года в Москве; концертный тур ноября—декабря 2011).

### 2000: Реформирование
В 2001 году Джефф Линн выпустил ещё один студийный альбом под маркой ELO: Zoom, где сыграл на гитаре, бас-гитаре, клавишных и ударных. Из старого состава в группе присутствовал клавишник и давний друг Линна Ричард Тэнди, который впрочем поучаствовал лишь в записи трека «Alright». Также, в записи альбома принимали участие Ринго Старр (играл в песнях «Moment in Paradise» и «Easy Money») и Джордж Харрисон (слайд-гитара в песнях «A Long Time Gone» и «All She Wanted»).

### 2010—2013: Перезапись старых песен и разовые воссоединения
В 2012 году Джефф Линн перезаписал в студии хиты ELO и выпустил новые версии на сборнике Mr. Blue Sky: The Very Best of Electric Light Orchestra. В многочисленных интервью Линн говорил, что слыша по радио свои старые песни, он понимал, что они звучат не так, как он изначально задумывал из-за того, что он был неопытен как продюсер. Но теперь, благодаря более, чем 20-летнему опыту, он решился перезаписать их.

### 2014—настоящее: Реформирование-II
В 2014 году Джефф Линн снова объединился с Ричардом Тэнди и новым составом сессионных музыкантов под именем «Jeff Lynne’s ELO» для разового концерта в Гайд-парке 14 сентября, билеты на который были распроданы за 15 минут. Достижения современных технологий, придавшие свежее звучание старым песням группы, заставили Джеффа Линна пересмотреть свои предпочтения к студийной работе, что послужило слухам о туре по Великобритании в 2015 году.
10 сентября 2015 года было объявлено о том, что музыканты заключили контракт с лейблом Columbia Records и в ближайшем будущем планируют выпустить новый альбом.
Вскоре стало известно, что альбом будет носить название Alone in the Universe. Его релиз состоялся 13 ноября. 24 сентября состоялся выпуск сингла «When I Was a Boy», на который был также снят видеоклип. После этого последовал небольшой промотур, в ходе которого ELO дали полный концерт на BBC Radio 2 и два раза выступили в США впервые за 30 лет. Также ELO появились на телепередачах Вечернее шоу Джимми Фаллона, Джимми Киммел в прямом эфире и CBS This Morning. В 2016 году был анонсирован 19-й по счёту европейский тур. Также 26 июня 2016 года группа выступила на арене the Pyramid Stage в рамках Гластонберийского фестиваля.
В 2017 году группа отправилась в турне под названием «Alone in the Universe». В том же году коллектив был введён в Зал славы рок-н-ролла.
Выступили на церемонии закрытия Игр Содружества 2018 во время передачи эстафеты Бирмингему 2022. Также на этой церемонии выступила Lady Sanity.
22 октября 2018 года Джефф Линн объявил, что ELO отправятся в тур по Северной Америке, который продлится с мая по август 2019 года.
1 ноября 2019 года вышел четырнадцатый альбом ELO From Out of Nowhere. Хотя тур по альбому был анонсирован в октябре 2020 года, официальная страница Джеффа Линна в Твиттере ELO позже объявила, что тур был отменён из-за вспышки COVID-19.
18 марта 2024 года Jeff Lynne's ELO объявила о проведении Over And Out Tour, заключительного тура по Северной Америке, который продлится с августа по октябрь 2024 года.
Тэнди умер 1 мая 2024 года в возрасте 76 лет. Объявив о его смерти в социальных сетях, Линн помянул Тэнди как «замечательного музыканта и друга».
21 октября 2024 года было объявлено, что ELO дадут прощальный концерт на мероприятии BST в Гайд-парке, Лондон, 13 июля 2025 года.  В том же месяце было повторено, что Линн «недвусмысленно» заявил, что тур станет последним для группы.

## Состав

### Текущий состав (под названием «Jeff Lynne’s ELO»)
- Джефф Линн — ведущий вокал, гитара, бас-гитара, клавишные, барабаны, виолончель (1970—1983, 1985—1986, 2000—2001, 2014—наши дни)

### Бывшие участники
- Бив Бивэн — ударные, перкуссия, бэк-вокал (1970—1983, 1985—1986)
- Рой Вуд — вокал, гитара, бас-гитара, виолончель, кларнет, фагот, гобой, барабаны (1970—1972)
- Рик Прайс — бас-гитара (1970; записал оригинальные партии баса для первого альбома, но однако они были удалены)
- Билл Хант — клавишные, валторна (1970—1972)
- Стив Вуулам — скрипка (1970—1971; умер в 1971)
- Ричард Тэнди — клавишные, синтезатор, бас-гитара, гитара, бэк-вокал (1972—1983, 1985—1986, 2000—2001, 2014—2017; умер в 2024)
- Хью Макдауэлл — виолончель (1972, 1973—1979; умер в 2018) [27]
- Майк Эдвардс — виолончель (1972—1975; умер в 2010)
- Уилфред Гибсон — скрипка (1972—1973; умер в 2014)
- Энди Крейг — виолончель (1972)
- Колин Уокер — скрипка (1972—1973)
- Тревор Смит — виолончель, звукорежиссёр (1972)[28]
- Глен Хьюз — бас-гитара, бэк-вокал (1972)[29]
- Майк де Альбукерке — бас-гитара, бэк-вокал (1972—1974)
- Карл Уэйн — вокал (1973; умер в 2004)[30]
- Мик Камински — скрипка (1973—1986)
- Келли Гроукатт — бас-гитара, вокал, бэк-вокал (1974—1983; умер в 2009)
- Мэлвин Гейл — виолончель, пианино (1975—1979)

### Текущие концертные участники (Jeff Lynne’s ELO)
- Майк Стивенс — гитара, вокал (2014—наши дни)
- Милтон Макдональд — гитара, бэк-вокал (2014—наши дни)
- Ли Помрой — бас-гитара (2014—наши дни)
- Донован Хепберн — ударные (2014—наши дни)
- Мелани Льюис-Макдональд — бэк-вокал (2014—наши дни)
- Иэйн Хорнал — гитара, бэк и ведущий вокал, перкуссия (2014—наши дни)
- Маркус Бирн — клавишные (2014—2017); пианино, вокодер (2017—наши дни)
- Джо Уэбб — клавишные, вокодер (2017—наши дни)
- Эми Лангли — виолончель (2016—2020, 2024—наши дни)
- Джесс Кокс — виолончель (2016—2020, 2024—наши дни)
- Шэннон Харрис — клавишные (2024—наши дни)

### Бывшие концертные музыканты
- Мик Камински — скрипка (1981—1982, 1986)
- Луис Кларк — синтезатор, клавишные (1981—1982, 1986)
- Дэйв Морган — бэк-вокал, синтезатор акустическая гитара (1981—1982, 1986)
- Мартин Смит — бас-гитара, бэк-вокал (1986)
- Пэгги Болдуин — виолончель (2000—2001)
- Грэгг Биссонетт — барабаны, бэк-вокал (2000—2001)
- Мэтт Биссонетт — бас-гитара, бэк-вокал (2000—2001)
- Марк Мэнн — гитара, клавишные, бэк-вокал (2000—2001, 2014)
- Сара О’Брайен — виолончель (2000—2001)
- Роузи Вела — бэк-вокал (2000—2001)
- Мик Уилсон — ударные, бэк-вокал (2014)
- Черен Аллен — скрипка (2014)
- Берни Смит — клавишные (2014—2017)
- Роузи Лангли — виолончель (2016—2018)
- Стив Тёрнер — клавишные (2017—2020)
- Лия Зегер — скрипка (2023—наши дни)
- Мишель Эллиотт Ририк — виолончель (2023)
- Джуди Канг — виолончель (2023)

### Связанные люди
- Рик Пейн — виолончель (1971)[31] (намеревался стать концертным виолончелистом, но никогда не играл с E.L.O. вживую)
- Майк Аткинс — виолончель (1971) (намеревался стать концертным виолончелистом, но никогда не играл с E.L.O. вживую)
- Тревор Смит — виолончель (1971—1972) (намеревался стать концертным виолончелистом, но никогда не играл с E.L.O. вживую)
- Рик Паннелл — виолончель, звукоинженер (1972—1974) (делал вид, что играет на виолончели во время телевизионных выступлений)
- Луис Кларк — дирижёр, аранжировщик (1974—1979, 1983)[32]
- Рейнер Питсч — дирижёр, аранжировщик (1981)

## Дискография

### Студийные альбомы
- 1971 — The Electric Light Orchestra
- 1973 — ELO 2
- 1973 — On the Third Day
- 1974 — Eldorado
- 1975 — Face the Music
- 1976 — A New World Record
- 1977 — Out of the Blue
- 1979 — Discovery
- 1981 — Time
- 1983 — Secret Messages
- 1986 — Balance of Power
- 2001 — Zoom
- 2015 — Alone in the Universe[англ.] (исполнитель указан как Jeff Lynne’s ELO)
- 2019 — From Out of Nowhere (исполнитель указан как Jeff Lynne’s ELO)

### Музыка к фильмам
- 1980 — Xanadu